# 真言院 (平安宮)

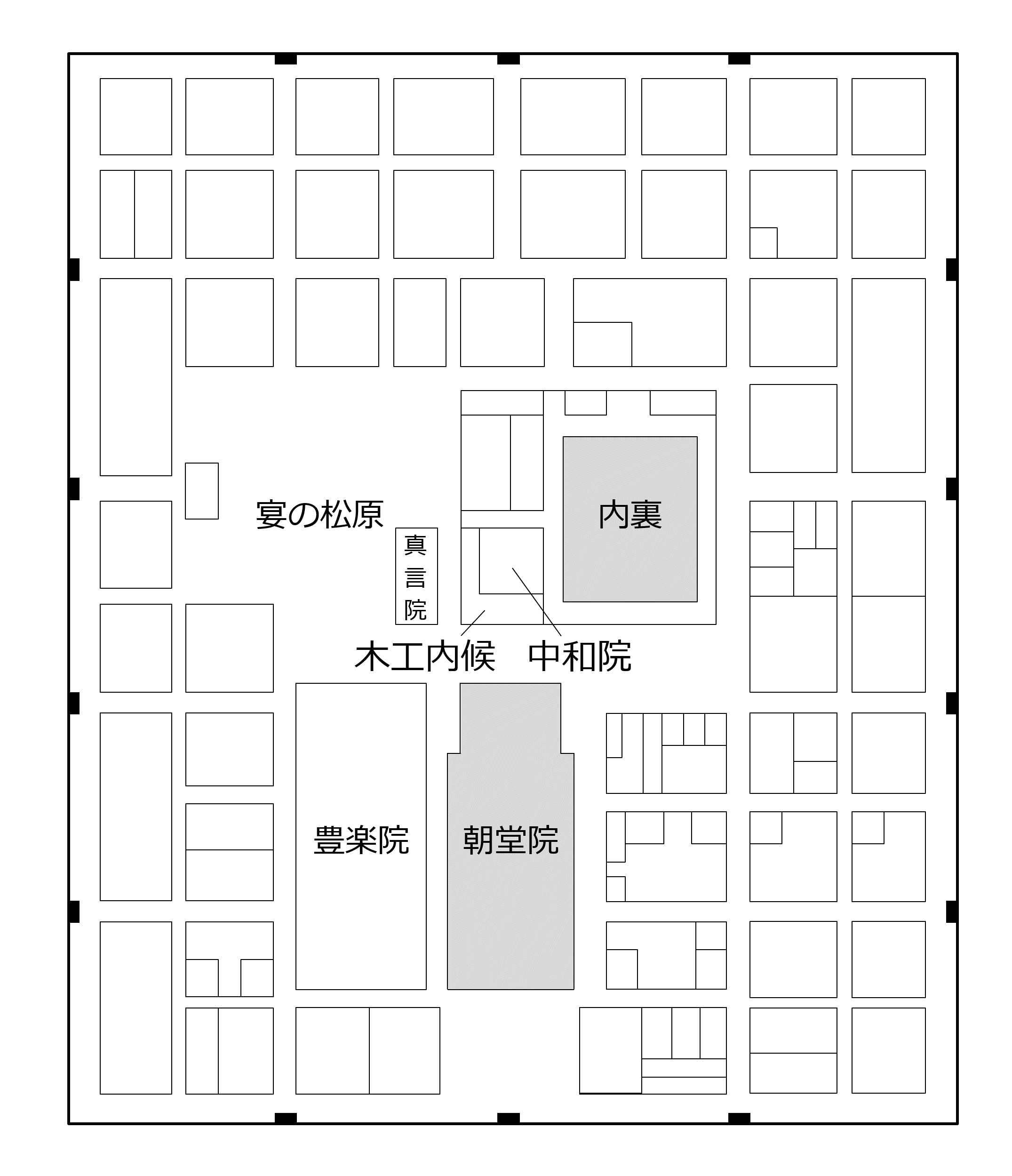
平安京大内裏における真言院の位置

『年中行事絵巻』住吉如慶模本における真言院御修法の様子

真言院（しんごんいん、宮中真言院/修法院/曼陀羅道場）は、平安京大内裏（平安宮）にあった院。現在の京都市上京区稲葉町付近にあたる。

## 概要
平安京大内裏（平安宮）のうちで、内裏の南西、中和院の西、豊楽院の北に位置する。修法を行う公的な密教道場で、毎年正月に後七日御修法が行われた。『続日本後紀』によれば承和元年（834年）12月に空海の上奏によって唐の内道場を擬して勘解由使の庁舎を充てて設置された。文献上では「宮中真言院」・「修法院」・「曼陀羅道場」とも見える。
院の周囲には築垣が巡らされており、東西南北に4門が開かれていた。内部では壇所として身舎に2壇、東・西・北の各廂に聖天壇・息災壇・増益壇の3壇が配される。また南庭には神供所の小壇が配され、東に長者坊、西に護摩堂、北に伴僧宿所・厨所・雑舎が配されていた。
延長5年（927年）成立の『延喜式』では御修法の式日が規定されている。その後、永祚元年（989年）に倒壊しているほか、治承元年（1177年）4月に焼亡。永享4年（1432年）6月には室町幕府6代将軍の足利義教によって再興され、長禄頃（1457-1460年）まで後七日御修法が行われていたが、寛正年間（1460-1466年）には里内裏の紫宸殿で行われるようになり荒廃したとされる。しかしながら、内裏の荒廃後も東寺の支援および密教道場の聖性によって機能が続いたという点で、同様に室町期まで機能した神祇官・太政官庁・神泉苑とともに特異な施設とされる。